# Copăcel
Copăcel est une commune roumaine du județ de Bihor, en Transylvanie, dans la région historique de la Crișana et dans la région de développement du Nord-Ouest.

## Géographie
La commune de Copăcel est située dans le centre du județ, dans les premiers contreforts des Monts Pădurea Craiului, à 20 km à l'est d'Oradea, le chef-lieu du județ.
La municipalité est composée des six villages suivants, nom hongrois, (population en 2002) :
- Bucuroaia, Bokorvány 456) ;
- Chijic, Kegyek (317) ;
- Copăcel, Kiskopács (475), siège de la commune ;
- Poiana Tășad, Kopácsmező (207) ;
- Sărand, Szaránd (515) ;
- Surduc, Élesdszurdok (507).

## Histoire
La première mention écrite des villages de Copăcel et Surduc date de 1236 sous les noms de Kuegek et Zaram. En 1508, ils apparaissent sous les noms de Kopacel et Zwurdok. Le village de Poiana Tășad a été créé après la première guerre mondiale.
La commune, qui appartenait au royaume de Hongrie, en a donc suivi l'histoire.
Après le compromis de 1867 entre Autrichiens et Hongrois de l'empire d'Autriche, la principauté de Transylvanie disparaît et, en 1876, le royaume de Hongrie est partagé en comitats. Copăcel intègre le comitat de Bihar (Bihar vármegye).
À la fin de la Première Guerre mondiale, l'Empire austro-hongrois disparaît et la commune rejoint la Grande Roumanie au traité de Trianon.
En 1940, à la suite du deuxième arbitrage de Vienne, elle est annexée par la Hongrie jusqu'en 1944. Elle réintègre la Roumanie après la Seconde Guerre mondiale au traité de Paris en 1947.

## Politique
| Période                                  | Période  | Identité        | Étiquette | Qualité |
| ---------------------------------------- | -------- | --------------- | --------- | ------- |
| Les données manquantes sont à compléter. |          |                 |           |         |
|                                          | 2012     | Constantin Buda | PC        |         |
| 2012                                     | En cours | Liviu Gurău     | PNL       |         |

| Parti | Parti                           | Sièges |
| ----- | ------------------------------- | ------ |
|       | Parti social-démocrate (PSD)    | 5      |
|       | Parti national libéral (PNL)    | 5      |
|       | Parti Mouvement populaire (PRM) | 1      |

## Religions
En 2002, la composition religieuse de la commune était la suivante :
- Chrétiens orthodoxes, 85,91 % ;
- Pentecôtistes, 13,20 %.

## Démographie
En 1910, à l'époque austro-hongroise, la commune comptait 3 270 Roumains (96,40 %) et 75 Hongrois (2,21 %).
En 1930, on dénombrait 4 065 Roumains (97,76 %), 43 Hongrois (1,03 %), 9 Allemands (0,22 %), 9  Juifs (0,22 %) et 29 Tsiganes (0,70 %).
En 2002, la commune comptait 2 216 Roumains (89,46 %), 254 Tsiganes (10,25 %) et 7 Hongrois (0,28 %). On comptait à cette date 1 128 ménages et 968 logements.
| 1880  | 1890  | 1900  | 1910  | 1920  | 1930  | 1941  | 1956  | 1966  |
| ----- | ----- | ----- | ----- | ----- | ----- | ----- | ----- | ----- |
| 1 993 | 2 496 | 2 691 | 3 392 | 3 624 | 4 158 | 4 509 | 4 402 | 4 022 |

| 1977  | 1992  | 2002  | 2007  | - | - | - | - | - |
| ----- | ----- | ----- | ----- | - | - | - | - | - |
| 3 670 | 2 614 | 2 477 | 2 220 | - | - | - | - | - |

## Économie
L'économie de la commune repose sur l'agriculture et l'élevage. La commune dispose de 5 220 ha de terres agricoles réparties comme suit : 
- terres arables, 2 800 ha
- forêts, 1 400 ha
- pâturages, 500 ha
- prairies, 520 ha.

## Communications

### Routes
Copăcel est située sur la route régionale qui la relie avec Tășad et la nationale DN76 au sud et Săcădat et la nationale DN1 Oradea-Cluj-Napoca au nord.

## Lieux et monuments

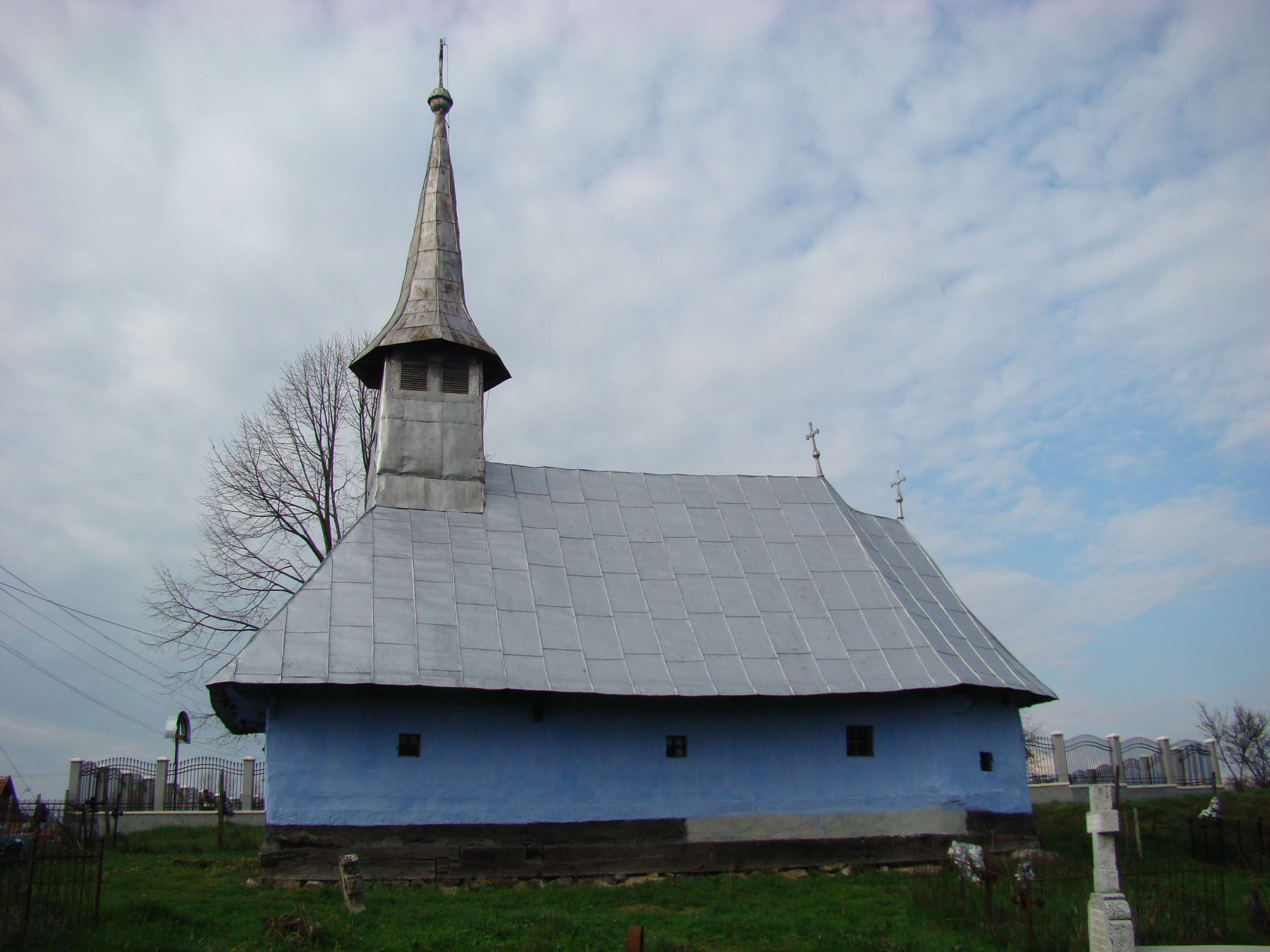
L'église de Bucuroaia

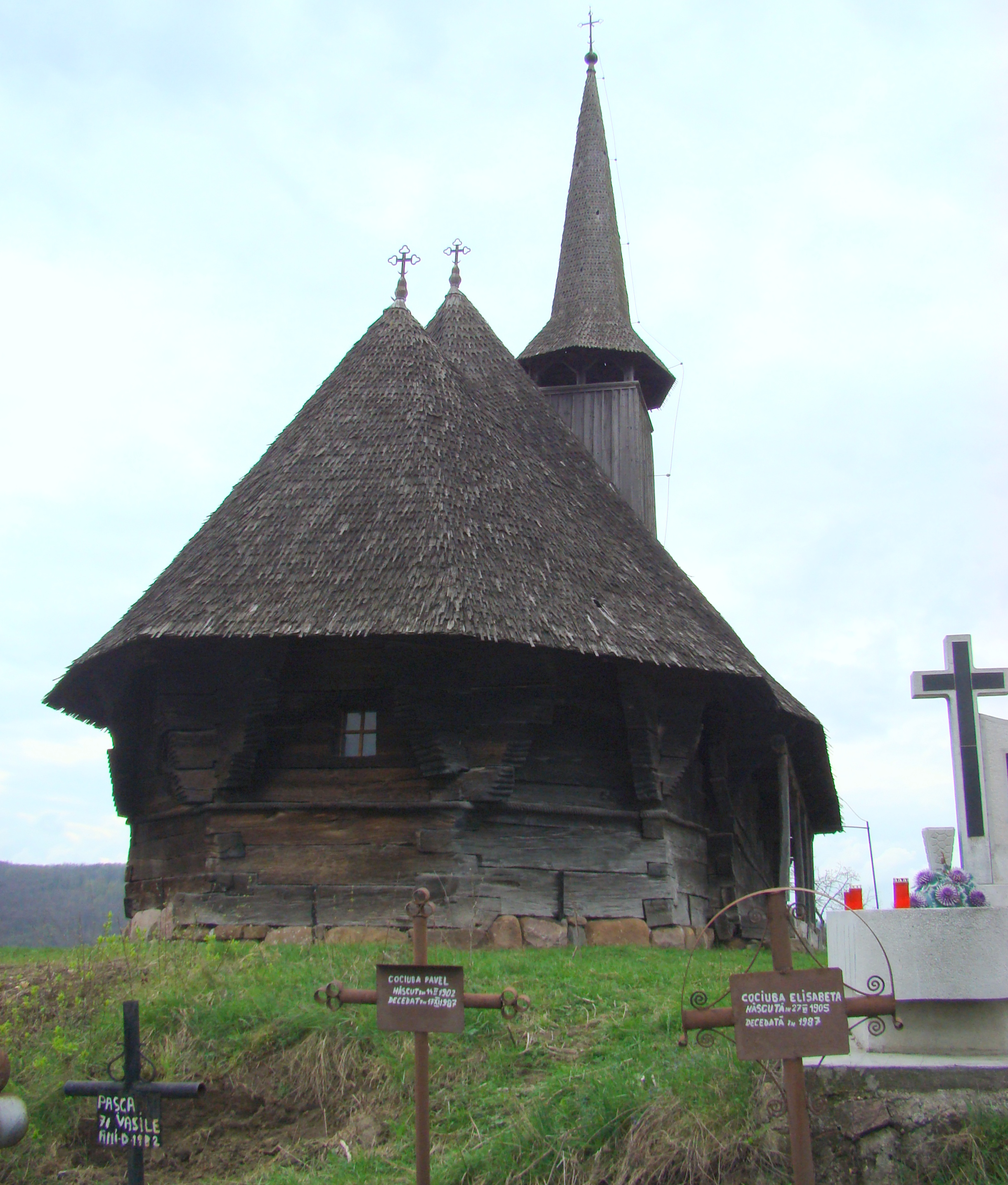
l'église de Surduc

- Bucuroaia, église orthodoxe en bois de la Dormition de la Vierge (Adormirea Maicii Domnului), datant de 1754, classée monument historique[6] ;
- Surduc, église orthodoxe en bois de la Dormition de la Vierge, datant de 1782[6].